# Laguna Uberaba
Laguna Uberaba är en sjö i Brasilien, på gränsen till Bolivia. Den ligger i den centrala delen av landet, 1 100 km väster om huvudstaden Brasília. Laguna Uberaba ligger 93 meter över havet. Arean är 400 kvadratkilometer. Den sträcker sig 22,2 kilometer i nord-sydlig riktning, och 38,2 kilometer i öst-västlig riktning.
Trakten runt Laguna Uberaba är nära nog obefolkad, med mindre än två invånare per kvadratkilometer.